# Conferencia de Moscú (1941)
La Primera Conferencia de Moscú (nombre en clave: Caviar) de la Segunda Guerra Mundial tuvo lugar del 29 de septiembre de 1941 al 1 de octubre de 1941.

## Preludio
El contacto inicial con la URSS se produjo con el enviado presidencial y director del programa de Préstamo y Arriendo Harry Hopkins con el líder soviético Iósif Stalin en Moscú.
El 30 de julio de 1941, Hopkins informó a los periodistas en la Spaso House, la residencia de la embajada de Estados Unidos. A las 20:00 horas, se lo describió como "pálido y cansado" y hablando "débilmente, su voz decayendo a veces hasta convertirse en un murmullo inaudible". Hopkins confirmó que había hablado con Stalin y le había informado al líder soviético de la admiración del presidente Roosevelt por la resistencia rusa a la invasión alemana de la Unión Soviética. Hopkins agregó que le había dicho a Stalin sobre la determinación de Estados Unidos de apoyar a la URSS con suministros. Stalin agradeció a Hopkins y le dijo que la confianza en su país no estaría fuera de lugar.

Los dos se volvieron a encontrar a las 18.00 horas del día siguiente en el Kremlin. Hopkins una vez más regresó a la Spaso House e informó a la prensa. Describió cómo se eliminaron las bromas y se pusieron al día con los detalles. Hopkins agregó:
No tengo nada que agregar a lo que dije el otro día, aparte de que mi breve visita aquí me ha dado aún más confianza en que Hitler va a perder.
— Harry Hopkins
Hopkins voló de regreso a Londres el viernes 1 de agosto.
La conferencia de Moscú se propuso tras la reunión entre el primer ministro británico Winston Churchill y el presidente estadounidense Franklin D. Roosevelt en la bahía de Placentia.
Se envió un mensaje conjunto de Churchill y Roosevelt a Iósif Stalin con la propuesta. Fue entregado a Stalin el 15 de agosto a las 18:00 horas por el embajador estadounidense Laurence Steinhardt y el embajador británico Sir Stafford Cripps. Entregaron copias idénticas firmadas por Roosevelt y Churchill. Stalin dictó inmediatamente una respuesta para presentarla a los embajadores dando su acuerdo a la propuesta.

Un anuncio en Radio Moscú decía:
El camarada Stalin solicitó al Embajador estadounidense (Laurence Steinhardt) y al Embajador británico (Sir Stafford Cripps) que transmitieran al Presidente Roosevelt y al Sr. Churchill, respectivamente, el más sincero agradecimiento de los pueblos de la Unión Soviética y del Gobierno soviético por su disposición a ayudar a los URSS en su guerra de liberación contra la Alemania hitleriana.
— Radio Moscú

## La conferencia
Los delegados volaron a Moscú el 28 de septiembre. Fueron recibidos por el vicecomisario Andréi Vyshinsky y el personal de las embajadas británica y estadounidense.
W. Averell Harriman en representación de los Estados Unidos y Lord Beaverbrook en representación del Reino Unido se reunieron bajo la presidencia de Viacheslav Mólotov (Ministro de Relaciones Exteriores de la Unión Soviética).
Sus respectivos embajadores llevaron a los delegados a encontrarse con Stalin esa misma noche. Mólotov también estuvo presente junto con Maksim Litvínov quien asistía como delegado actuó como traductor.

La conferencia se inauguró el 29 de septiembre en la residencia del Comisariado de Relaciones Exteriores, el Palacio Spiridonovka. Luego de una sesión cerrada, se emitió un comunicado oficial, preparado por Quentin Reynolds (de la revista Collier's) y Vernon Bartlett MP (News Chronicle y BBC).
La inauguración formal de la Conferencia de Moscú de las Tres Potencias tuvo lugar esta mañana bajo la presidencia de Molotov. En su discurso de apertura rindió un gran homenaje a Lord Beaverbrook y al Sr. Averell Harriman. "Espero", dijo, "que la conferencia se guíe por los altos ideales expresados por el presidente Roosevelt y el Sr. Churchill el 15 de agosto. Sugeriría que hoy designemos seis comités: ejército, marina, aviación, transporte, crudo materiales y suministros médicos. El tiempo es oro. Pongámonos a trabajar.
— extracto del comunicado oficial de la conferencia
Esta sesión principal duró 30 minutos, pero las delegaciones designaron miembros para los comités que entraron en sesión inmediatamente. Se les ordenó tener informes sobre los requisitos soviéticos listos para la mañana del 3 de octubre.
La conferencia volvió a reunirse el 1 de octubre, dos días antes de lo previsto, para la segunda y última reunión de las principales delegaciones.
El acuerdo firmado, conocido como Primer Protocolo, se firmó el 1 de octubre de 1941. El acuerdo estaba en vigor hasta junio de 1942. Prometía a la Unión Soviética 400 aviones, 500 tanques y 10.000 camiones al mes, además de otros suministros.

Lord Beaverbrook y Avril Harriman emitieron una declaración conjunta, aparte del comunicado de la conferencia. El párrafo final decía:
Al concluir su sesión, la conferencia se adhiere a la resolución de los tres gobiernos de que, después de la aniquilación final de la tiranía nazi, se establecerá una paz que permitirá al mundo vivir en seguridad en su propio territorio en condiciones libres de miedo o necesidad.
— Declaración conjunta de Beaverbrook/Harriman
Los delegados partieron en aviones de pasajeros Douglas el 3 de octubre, donde abordaron el HMS Harrier en el mar Blanco. El dragaminas clase Halcyon los llevó a encontrarse con el crucero pesado clase County HMS London para trasladar al grupo al mar. Se pasó una pasarela entre los dos barcos y el almirante estadounidense William Standley cruzó primero. Lord Beaverbrook cruzó con una cuerda alrededor de su cintura en caso de que se cayera. Los barcos se separaron y el HMS London gritó por altavoz "Bien hecho, Harrier, bien hecho".

En un discurso del 6 de noviembre de 1941 para conmemorar el 24 aniversario de la Revolución de Octubre, Iósif Stalin declaró:
[...] la conferencia de las tres potencias en Moscú con la participación del Sr. [Lord] Beaverbrook, representante de Gran Bretaña, y el Sr. Harriman, representante de los Estados Unidos de América, decidió la asistencia sistemática a nuestro país con tanques y aviones. Como es bien sabido ya hemos comenzado a recibir tanques y aviones en base a esta decisión. Incluso anteriormente Gran Bretaña había garantizado el abastecimiento a nuestro país de materiales deficitarios como el aluminio, el plomo, el estaño, el níquel y el caucho. Si a esto se suma el hecho de que hace unos días los Estados Unidos de América decidieron otorgar un préstamo de mil millones de dólares a la Unión Soviética, se puede decir con seguridad que la coalición de los Estados Unidos de América, Gran Bretaña y la URSS., es una realidad (aplausos tormentosos) que crece y crecerá por el bien de nuestra causa común.
- Iósif Stalin